# Équipe du Maroc de football à la Coupe d'Afrique des nations 2000
L'Équipe du Maroc de football participa à la Coupe d'Afrique des nations de football 2000, ce qui constitua sa neuvième participation en Coupe d'Afrique des Nations. Lors de cette édition, le Maroc fut éliminé au premier tour, en inscrivant 1 but et en encaissant 2 buts.

## Résumé
Le Maroc se présente à la CAN 2000, en tant que l’une des seize nations représentées.

## Qualifications

### Tour final - Groupe 2
| R  | Équipe       | J        | V        | N        | P        | BP       | BC       | Diff.    | Pts      |          |
| -- | ------------ | -------- | -------- | -------- | -------- | -------- | -------- | -------- | -------- | -------- |
| 1. | Maroc        | 4        | 2        | 2        | 0        | 6        | 4        | +2       | 8        |          |
| 2. | Togo         | 4        | 1        | 1        | 2        | 6        | 6        | 0        | 4        |          |
| 3. | Guinée       | 4        | 1        | 1        | 2        | 3        | 5        | -2       | 4        |          |
| 4. | Sierra Leone | Forfait. | Forfait. | Forfait. | Forfait. | Forfait. | Forfait. | Forfait. | Forfait. | Forfait. |

Note:  Sierra Leone a déclaré forfait à cause de la guerre civile sierra-léonaise du 22 mars 1999.
| 03 octobre 1998 | Maroc | 3 – 0 | Sierra Leone | Stade Mohamed V, Casablanca |  |
|                 |       |       |              |                             |  |

| 24 janvier 1999 | Guinée     | 1 – 1 | Maroc       | Stade du 28 Septembre, Conakry |  |
|                 | Oularé 30e |       | 46e M.Hadji |                                |  |

| 28 février 1999 | Togo                        | 2 – 3 | Maroc                       | Stade Municipal de Lomé, Lomé |  |
|                 | Noutsoudje 32e · Goumai 63e |       | Hadda 2e 72e · M. Hadji 39e |                               |  |

| 11 avril 1999 | Maroc      | 1 – 1 | Togo        | Stade Mohammed-V, Casablanca |  |
|               | Chippo 40e |       | 67e Oyawolé |                              |  |

| 6 juin 1999 | Maroc    | 1 – 0 | Guinée | Complexe Moulay-Abdallah, Rabat |
|             | Hadda 6e |       |        |                                 |

Le Maroc qualifié pour la CAN 2000.

### Buteurs lors des qualifications
3 buts
- Abdeljalil Hadda

2 buts
- Mustapha Hadji

1 but
- Youssef Chippo

## Phase finale

### Effectif
| Num.          | Pos. | Nom                                                | Équipe                     | Équipe | Date de naissance (âge) | J. | Buts |   |   |   |
| ------------- | ---- | -------------------------------------------------- | -------------------------- | ------ | ----------------------- | -- | ---- | - | - | - |
| 1             | GB   | Mustapha Chadili                                   | Raja de Casablanca         |        | 14.02.1973 (26 ans)     | 0  | 0    | 0 | 0 | 0 |
| 12            | GB   | Khalid Fouhami                                     | Dinamo Bucarest            |        | 25.12.1972 (27 ans)     | 3  | 0    | 0 | 0 | 0 |
| 22            | GB   | Abderrafie Gassi                                   | FAR Rabat                  |        | 27.10.1972 (27 ans)     | 0  | 0    | 0 | 0 | 0 |
| 2             | D    | Abdelilah Saber                                    | Sporting Clube de Portugal |        | 21.04.1974 (25 ans)     | 3  | 0    | 1 | 0 | 0 |
| 3             | D    | Abdelkrim El Hadrioui                              | AZ Alkmaar                 |        | 06.03.1972 (27 ans)     | 1  | 0    | 0 | 0 | 0 |
| 4             | D    | Abdelilah Fahmi                                    | LOSC Lille                 |        | 03.08.1973 (26 ans)     | 0  | 0    | 0 | 0 | 0 |
| 5             | D    | Rachid Neqrouz                                     | FC Bari                    |        | 10.08.1972 (27 ans)     | 2  | 0    | 0 | 0 | 0 |
| 6             | D    | Noureddine Naybet (Capitaine aux 1er et 2e matchs) | Deportivo la Corogne       |        | 10.02.1970 (29 ans)     | 2  | 0    | 2 | 0 | 0 |
| 15            | D    | Lahcen Abrami                                      | Gençlerbirliği             |        | 31.12.1969 (30 ans)     | 1  | 0    | 0 | 0 | 0 |
| 16            | D    | Youssef Mariana                                    | Kawkab de Marrakech        |        | 13.05.1974 (25 ans)     | 2  | 0    | 0 | 0 | 0 |
| 7             | M    | Mustapha Hadji                                     | Coventry City              |        | 16.11.1971 (28 ans)     | 3  | 0    | 0 | 0 | 0 |
| 8             | M    | Saïd Chiba                                         | AS Nancy-Lorraine          |        | 18.09.1970 (29 ans)     | 3  | 0    | 1 | 0 | 0 |
| 10            | M    | Adil Ramzi                                         | Willem II                  |        | 14.07.1977 (22 ans)     | 3  | 0    | 0 | 0 | 0 |
| 18            | M    | Youssef Chippo                                     | Coventry City              |        | 10.05.1973 (26 ans)     | 2  | 0    | 0 | 0 | 0 |
| 19            | M    | Jamal Sellami                                      | Beşiktaş JK                |        | 06.10.1970 (29 ans)     | 2  | 0    | 1 | 0 | 0 |
| 20            | M    | Tahar El Khalej (Capitaine au 3e match)            | Benfica Lisbonne           |        | 16.06.1968 (31 ans)     | 3  | 0    | 1 | 0 | 0 |
| 21            | M    | Rachid Benmahmoud                                  | Al Ayn                     |        | 14.09.1971 (28 ans)     | 3  | 0    | 0 | 0 | 0 |
| 9             | A    | Abdeljalil Hadda                                   | Sporting Gijon             |        | 21.03.1972 (27 ans)     | 2  | 0    | 0 | 0 | 0 |
| 11            | A    | Hassan Kachloul                                    | Southampton FC             |        | 19.02.1973 (26 ans)     | 1  | 0    | 0 | 0 | 0 |
| 13            | A    | Ahmed Bahja                                        | Al-Nasr                    |        | 21.12.1970 (29 ans)     | 2  | 0    | 1 | 0 | 0 |
| 14            | A    | Salaheddine Bassir                                 | Deportivo la Corogne       |        | 05.09.1972 (27 ans)     | 3  | 1    | 0 | 0 | 0 |
| 17            | A    | Mohamed El Badraoui                                | Bursaspor                  |        | 27.06.1971 (28 ans)     | 1  | 0    | 0 | 0 | 0 |
| Sélectionneur |      |                                                    |                            |        |                         |    |      |   |   |   |
|               |      | Henri Michel                                       |                            |        | 28.10.1947 (52 ans)     |    | -    |   |   |   |

Avec les deux gardiens Mustapha Chadili et Abderrafie Gassi, Abdelilah Fahmi est le seul joueur à n'avoir disputé aucun match avec l'équipe du Maroc à la CAN 2000.

### Premier tour
Groupe D
| 23 janvier 2000 | Nigeria                         | 4 – 2 | Tunisie               | National Stadium, Lagos                     |                                             |
| 16:00           | Okocha 28e 58e · Ikpeba 71e 77e |       | 49e Azaiez · 90e Baya | Spectateurs : 80 000 Arbitrage : Alain Sars | Spectateurs : 80 000 Arbitrage : Alain Sars |

| 25 janvier 2000 | Maroc      | 1 – 0 | Congo | National Stadium, Lagos                      |                                              |
| 19:30           | Bassir 85e |       |       | Spectateurs : 8 000 Arbitrage : Alex Quartey | Spectateurs : 8 000 Arbitrage : Alex Quartey |

| 28 janvier 2000 | Nigeria | 0 – 0 | Congo | National Stadium, Lagos                            |                                                    |
| 16:00           |         |       |       | Spectateurs : 60 000 Arbitrage : Felix Tangawarima | Spectateurs : 60 000 Arbitrage : Felix Tangawarima |

| 29 janvier 2000 | Tunisie | 0 – 0 | Maroc | National Stadium, Lagos                      |                                              |
| 16:00           |         |       |       | Spectateurs : 5 000 Arbitrage : Falla N'Doye | Spectateurs : 5 000 Arbitrage : Falla N'Doye |

| 3 février 2000 | Nigeria                   | 2 – 0 | Maroc | National Stadium, Lagos                       |                                               |
| 17:00          | George 28e · Aghahowa 81e |       |       | Spectateurs : 60 000 Arbitrage : Coffi Codjia | Spectateurs : 60 000 Arbitrage : Coffi Codjia |

| 3 février 2000 | Tunisie   | 1 – 0 | Congo | Sani Abacha Stadium, Kano                    |                                              |
| 17:00          | Jaïdi 18e |       |       | Spectateurs : 12 000 Arbitrage : Ali Bujsaim | Spectateurs : 12 000 Arbitrage : Ali Bujsaim |

| Place | Pays    | Pts | J | V | N | D | Buts + | Buts - | Diff. |
| 1er   | Nigeria | 7   | 3 | 2 | 1 | 0 | 6      | 2      | +4    |
| 2e    | Tunisie | 4   | 3 | 1 | 1 | 1 | 3      | 4      | -1    |
| 3e    | Maroc   | 4   | 3 | 1 | 1 | 1 | 1      | 2      | -1    |
| 4e    | Congo   | 1   | 3 | 0 | 1 | 2 | 0      | 2      | -2    |

### Buteurs
1 but
- Salaheddine Bassir